# Paracydas occidentalis
Paracydas occidentalis är en fjärilsart som beskrevs av Rothschild 1932. Paracydas occidentalis ingår i släktet Paracydas och familjen Eupterotidae. Inga underarter finns listade i Catalogue of Life.